# GNU Free Documentation License
La GNU Free Documentation License (GNU FDL) è una licenza di copyleft per contenuti liberi, creata dalla Free Software Foundation per il progetto GNU.
È stata creata per distribuire la documentazione di software e materiale didattico. Lo scopo di questa licenza è quello di rendere un manuale, un testo o altri documenti scritti "liberi" nel senso di assicurare a tutti la libertà effettiva di copiarli e redistribuirli, con o senza modifiche, a fini di lucro o no. In secondo luogo questa licenza prevede per autori ed editori il modo per ottenere il giusto riconoscimento del proprio lavoro, preservandoli dall'essere considerati responsabili per modifiche apportate da altri.
Stabilisce che ogni copia del materiale, anche se modificata, deve essere distribuita con la stessa licenza. Tali copie possono essere vendute e, se riprodotte in gran quantità, devono essere rese disponibili anche in un formato che faciliti successive modifiche. Wikipedia è la più grande raccolta di documentazione ad aver utilizzato questo tipo di licenza fino al passaggio a Creative Commons, avvenuto nel giugno 2009.
Il progetto Debian, che inizialmente non considerava la GNU FDL una licenza libera, ha deciso, con votazione pubblica, che sono da considerare libere, in relazione alle Debian Free Software Guidelines (DFSG), le opere redistribuite con tale licenza purché non contengano sezioni non modificabili.

## Storia
La GFDL è stata pubblicata come forma di progetto per il feedback nel settembre 1999. Dopo alcune revisioni, la versione 1.1 è stata pubblicata nel marzo 2000, la versione 1.2 nel novembre 2002, e la versione 1.3 nel mese di novembre 2008. La versione attuale della licenza è la 1.3.
La prima bozza della GNU Free Documentation License versione 2 è stata pubblicata il 26 settembre 2006, insieme con una bozza della nuova GNU Simpler Free Documentation License.
Il 1º dicembre 2007, Jimmy Wales ha annunciato che dopo un lungo periodo di discussione e negoziazione tra la Free Software Foundation, Creative Commons, la Wikimedia Foundation e altri, di aver prodotto una proposta sostenuta sia dalla FSF e dalla Creative Commons per modificare la Free Documentation License in modo da dare la possibilità alla Wikimedia Foundation di migrare i suoi progetti alla simile Creative Commons Attribution Share-Alike (CC-BY-SA). Queste modifiche sono state implementate nella versione 1.3 della licenza, che include una nuova disposizione che consente a determinati materiali pubblicati sotto la licenza di essere utilizzati anche sotto una licenza Creative Commons Attribution Share-Alike.

## Condizioni
Il materiale concesso in licenza, sotto la versione corrente della licenza, può essere utilizzato per qualsiasi scopo, a condizione che il suo uso sia conforme a determinate condizioni.
- Tutti gli autori precedenti dell'opera devono essere attribuiti.
- Tutte le modifiche all'opera devono essere iscritte.
- Tutte le opere derivate devono essere pubblicate sotto la stessa licenza.
- Il testo completo della licenza e le altre rinunce di garanzia aggiunte e le informazioni sul copyright di versioni precedenti devono essere mantenute.
- Misure tecniche come i DRM non possono essere utilizzate per controllare od ostruire distribuzioni o editing del documento.

### Copie letterali
Si può copiare e distribuire il documento con l'ausilio di qualsiasi mezzo, per fini di lucro e no, fornendo per tutte le copie questa licenza, le note sul copyright e l'avviso che questa licenza si applica al documento, e che non si aggiungono altre condizioni al di fuori di quelle della licenza stessa. Non si possono usare misure tecniche per impedire o controllare la lettura o la produzione di copie successive alle copie che si producono o distribuiscono. Però si possono ricavare compensi per le copie fornite. Si possono anche prestare copie e con le stesse condizioni sopra menzionate possono essere utilizzate in pubblico.
Se si pubblicano a mezzo stampa più di 100 copie del documento, e la nota della licenza indica che esistono uno o più testi copertina, si devono includere nelle copie, in modo chiaro e leggibile, tutti i testi copertina indicati: il testo della prima di copertina in prima di copertina e il testo di quarta di copertina in quarta di copertina. Ambedue devono identificare l'editore che pubblica il documento. La prima di copertina deve presentare il titolo completo con tutte le parole che lo compongono egualmente visibili ed evidenti. Si può aggiungere altro materiale alle copertine. Il copiare con modifiche limitate alle sole copertine, purché si preservino il titolo e le altre condizioni viste in precedenza, è considerato alla stregua di copiare alla lettera.

### Modifiche
Si possono copiare e distribuire versioni modificate del documento, purché la versione modificata sia realizzata seguendo scrupolosamente questa stessa licenza, con la versione modificata che svolga il ruolo del "documento", così da estendere la licenza sulla distribuzione e la modifica a chiunque ne possieda una copia. Inoltre nelle versioni modificate si deve:
- A. Usare nella pagina del titolo (e nelle copertine se ce ne sono) un titolo diverso da quello del documento, e da quelli di versioni precedenti (che devono essere elencati nella sezione storia del documento ove presenti). Si può usare lo stesso titolo di una versione precedente se l'editore di quella versione originale ne ha dato il permesso.
- B. Elencare nella pagina del titolo, come autori, una o più persone o gruppi responsabili in qualità di autori delle modifiche nella versione modificata, insieme ad almeno cinque fra i principali autori del documento (tutti gli autori principali se sono meno di cinque).
- C. Dichiarare nella pagina del titolo il nome dell'editore della versione modificata in qualità di editore.
- D. Conservare tutte le note sul copyright del documento originale.
- E. Aggiungere un'appropriata licenza per le modifiche di seguito alle altre licenze sui copyright.
- F. Includere immediatamente dopo la nota di copyright, un avviso di licenza che dia pubblicamente il permesso di usare la versione modificata nei termini di questa licenza, nella forma mostrata nell'addendum alla fine di questo testo.
- G. Preservare in questo avviso di licenza l'intera lista di sezioni non modificabili e testi copertina richieste come previsto dalla licenza del documento.
- H. Includere una copia non modificata di questa licenza.
- I. Conservare la sezione intitolata "Storia", e il suo titolo, e aggiungere a questa un elemento che riporti al minimo il titolo, l'anno, i nuovi autori, e gli editori della versione modificata come figurano nella pagina del titolo. Se non ci sono sezioni intitolate "Storia" nel documento, createne una che riporti il titolo, gli autori, gli editori del documento come figurano nella pagina del titolo, quindi aggiungete un elemento che descriva la versione modificata come detto in precedenza.
- J. Conservare l'indirizzo in rete riportato nel documento al fine del pubblico accesso ad una copia trasparente, e possibilmente l'indirizzo in rete per le precedenti versioni su cui ci si è basati. Si può omettere un indirizzo di rete per un'opera pubblicata almeno quattro anni prima del documento stesso, o se l'originario editore della versione cui ci si riferisce ne dà il permesso.
- K. In ogni sezione di "Ringraziamenti" o "Dediche", si conservino il titolo, il senso, il tono della sezione stessa.
- L. Si conservino inalterate le sezioni non modificabili del documento, nei propri testi e nei propri titoli. I numeri della sezione o equivalenti non sono considerati parte del titolo della sezione.
- M. Si cancelli ogni sezione intitolata "Riconoscimenti". Solo questa sezione può non essere inclusa nella versione modificata.
- N. Non si modifichi il titolo di sezioni esistenti come "miglioria" o per creare confusione con i titoli di sezioni non modificabili.

### Le "sezioni secondarie"
La licenza separa esplicitamente il "Documento" dalla "Sezione Secondaria". Tale sezione può contenere informazioni sulla relazione tra l'autore (o l'editore) e il soggetto del documento, ma nessuna informazione sul soggetto stesso. A differenza del testo del documento, la cui modifica è concessa alle condizioni equivalenti (ma allo stesso tempo incompatibili) a quelle della GNU General Public License, alcune delle Sezioni Secondarie hanno delle restrizioni studiate per garantire la giusta attribuzione del testo agli autori precedenti.
In particolare, gli autori di una versione precedente devono essere specificati e certe "sezioni invarianti", specificate dall'autore originale e riguardanti il suo rapporto con il documento, non possono essere cambiate. Se il documento viene modificato, il suo titolo va cambiato (a meno che l'autore precedente conceda il permesso di mantenerlo invariato). La licenza gestisce anche la copertina frontale e posteriore, oltre alle sezioni destinate alla Storia del documento, ai ringraziamenti, alle dediche e ai riconoscimenti.

## Usare la GNU FDL
Per applicare questa licenza ad un documento che si è scritto, si includa una copia della licenza, in inglese, nel documento e si inserisca il seguente avviso subito dopo la pagina del titolo:
```
     Copyright (c)   ANNO   NOME
     è garantito il permesso di copiare, distribuire e/o modificare
     questo documento seguendo i termini della Licenza per
     Documentazione Libera GNU, Versione 1.1 o ogni versione
     successiva pubblicata dalla Free Software Foundation; con le
     Sezioni Non Modificabili (ELENCO), con i Testi
     Copertina (ELENCO), e con i Testi di Retro Copertina (ELENCO).  Una
     copia della licenza è acclusa nella sezione intitolata "Licenza
     per Documentazione Libera GNU".
```

Se non ci sono Sezioni non Modificabili, si scriva "senza Sezioni non Modificabili" invece di dire quali sono non modificabili. Se non c'è Testo Copertina, si scriva "nessun Testo Copertina" invece di "il testo Copertina è (ELENCO)"; e allo stesso modo si operi per il Testo di Retro Copertina.

## Wikipedia e la GNU FDL
Tutte le voci della Wikipedia sono state distribuite, fino al 2009, con la GNU Free Documentation License. Per maggiori informazioni si veda la pagina sul diritto d'autore. La copia locale della licenza, come richiesto dalla GNU FDL, è in Testo della GNU Free Documentation License.

## Materiale per cui è proibita la distribuzione a fini di lucro
La licenza GNU FDL consente l'utilizzo a fini di lucro, per cui il materiale di cui sia proibita la distribuzione a fini di lucro non può essere incorporato in un documento sotto licenza GNU FDL, ad esempio una voce di Wikipedia.

## La versione 1.3
Il 3 novembre 2008 la Free Software Foundation ha pubblicato una nuova versione (1.3) della licenza GNU FDL, contenente una nuova clausola elaborata appositamente per consentire, venendo incontro alla richiesta della Wikimedia Foundation, di rilicenziare i contenuti di Wikipedia sotto la licenza CC BY-SA.
La clausola consente a chi opera un sito MMC (Massive Multiauthor Collaboration Site, ossia un sito web che consente agli utenti di modificarne il contenuto) di ripubblicarne i contenuti sotto la licenza CC BY-SA 3.0 entro il 1º agosto 2009. Sono però esclusi i testi già pubblicati altrove in precedenza, e non incorporati nel sito MMC entro il 1º novembre 2008.
La Free Software Foundation ha chiarito che l'intento di questa clausola è di permettere una tantum il cambio di licenza degli wiki già esistenti, e non di concedere un permesso illimitato di rilicenziare in CC BY-SA i testi pubblicati sotto GFDL.

### Compatibilità con la licenza Creative Commons
Sebbene le due licenze copyleft lavorino su principi analoghi, la GFDL non è compatibile con la licenza Creative Commons.
Tuttavia, su richiesta della Wikimedia Foundation, la versione 1.3 ha aggiunto una sezione time-limited che consente a specifici tipi di siti web di utilizzare la GFDL per offrire anche il loro lavoro sotto la licenza CC BY-SA. Tali deroghe consentono la transizione da un progetto collaborativo basato sulla GFDL ad uno basato sulla licenza CC BY-SA 3.0, senza aver prima ottenuto il permesso di ogni autore, se il lavoro soddisfa diverse condizioni:
Il lavoro deve essere stato prodotto in una "Massive Multiauthor Collaboration Site" (MMC), come ad esempio un wiki pubblico.
Se il contenuto esterno originariamente pubblicato su una MMC è presente sul sito, il lavoro deve essere stato pubblicato sotto la versione 1.3 della GNU FDL, o una versione precedente, senza testi di copertina o sezioni invarianti. Se non è stato originariamente pubblicato su una MMC, può essere pubblicato solo se è stato aggiunto ad una MMC prima del 1º novembre 2008.